# Sankt Olofs socken, Skåne
Sankt Olofs socken i Skåne ingick i Albo härad, ingår sedan 1974 i Simrishamns kommun och motsvarar från 2016 Sankt Olofs distrikt.
Socknens areal är 37,40 kvadratkilometer varav 37,29 land. År 2000 fanns här 1 017 invånare.  Tätorten Sankt Olof med sockenkyrkan Sankt Olofs kyrka ligger i socknen.

## Administrativ historik
Socknen har medeltida ursprung, tidigt under namnet Lunkende socken.
Vid kommunreformen 1862 övergick socknens ansvar för de kyrkliga frågorna till Sankt Olofs församling och för de borgerliga frågorna bildades Sankt Olofs landskommun. Landskommunen uppgick 1952 i Kiviks landskommun som 1974 uppgick i Simrishamns kommun.
1 januari 2016 inrättades distriktet Sankt Olof, med samma omfattning som församlingen hade 1999/2000.  
Socknen har tillhört län, fögderier, tingslag och domsagor enligt vad som beskrivs i artikeln Albo härad. De indelta soldaterna tillhörde Södra skånska infanteriregementet, Albo kompani och Skånska dragonregementet, Cimbrishamns skvadron, Svabeholms kompani.

## Geografi
Sankt Olofs socken ligger nordväst om Simrishamn på Linderödsåsen. Socknen är en kuperad skogsbygd med inslag av odlingsbygd och med höjder som når 163 meter över havet.
I socknen ligger byarna Raskarum, Måsalycke, Atthusa och Tåghusa.

## Fornlämningar
Lösfynd från stenåldern är funna. Från järnåldern finns en domarring.  Offerkällan Sankt Olofs källa ligger strax söder om kyrkan.
En liten bronsfigurin från 900-700 före Kristus är hittad i socknen. Se Bronsåldersfigurinen från Sankt Olofs socken.

## Namnet
Namnet kommer från kyrkbyn som fått sitt namn efter kyrkan som helgats åt Sankt Olof..